# Ivan Ljubičić
Ivan Ljubičić (Banja Luka, 19 maart 1979) is een voormalig tennisspeler uit Kroatië. Vanaf 2016 was hij coach van Roger Federer.

## Biografie
Ljubičić werd geboren in Banja Luka, (destijds: Joegoslavië, nu: Bosnië en Herzegovina). Tijdens de oorlog in Joegoslavië moest hij vluchten.

## Carrière
Hij is professioneel tennisser sinds 1998 en winnaar van negen ATP-titels, waaronder die van Doha en Indian Wells.

### 2006
Het jaar 2006 was het beste jaar van de carrière van de Bosniër, in daar bereikte hij de kwartfinale van de Australian Open en de halve finale van Roland Garros. Ook geraakte hij in de 3e rondes van Wimbledon en de US Open. Op 1 mei van dat jaar bereikte hij zijn hoogste notering in de ATP-ranglijst: nummer 3.

## Palmares

### Enkelspel
| Nr.              | Datum             | Toernooi          | Ondergrond    | Tegenstander in finale | Score                    | Details |
| ---------------- | ----------------- | ----------------- | ------------- | ---------------------- | ------------------------ | ------- |
| Gewonnen finales |                   |                   |               |                        |                          |         |
| 1.               | 8 oktober 2001    | ATP Lyon (1)      | Tapijt (i)    | Younes El Aynaoui      | 6-3, 6-2                 | Details |
| 2.               | 3 oktober 2005    | ATP Metz          | Hardcourt (i) | Gaël Monfils           | 7-6, 6-0                 | Details |
| 3.               | 10 oktober 2005   | ATP Wenen (1)     | Hardcourt (i) | Juan Carlos Ferrero    | 6-2, 6-4, 7-6            | Details |
| 4.               | 8 januari 2006    | ATP Chennai       | Hardcourt     | Carlos Moyá            | 7-6, 6-2                 | Details |
| 5.               | 5 februari 2006   | ATP Zagreb        | Tapijt (i)    | Stefan Koubek          | 6-3, 6-4                 | Details |
| 6.               | 15 oktober 2006   | ATP Wenen (2)     | Hardcourt (i) | Fernando González      | 6-3, 6-4, 7-5            | Details |
| 7.               | 6 januari 2007    | ATP Doha          | Hardcourt     | Andy Murray            | 6-4, 6-4                 | Details |
| 8.               | 23 juni 2007      | ATP Rosmalen      | Gras          | Peter Wessels          | 7-6, 4-6, 7-6            | Details |
| 9.               | 1 november 2009   | ATP Lyon (2)      | Hardcourt (i) | Michaël Llodra         | 7-5, 6-3                 | Details |
| 10.              | 21 maart 2010     | ATP Indian Wells  | Hardcourt     | Andy Roddick           | 7-6, 7-6                 | Details |
| Verloren finales |                   |                   |               |                        |                          |         |
| 1.               | 12 januari 2004   | ATP Doha (1)      | Hardcourt     | Nicolas Escudé         | 6-3, 7-64                | Details |
| 2.               | 10 januari 2005   | ATP Doha (2)      | Hardcourt     | Roger Federer          | 6-3, 7-64                | Details |
| 3.               | 14 februari 2005  | ATP Marseille     | Hardcourt (i) | Joachim Johansson      | 7-5, 6-4                 | Details |
| 4.               | 21 februari 2005  | ATP Rotterdam (1) | Hardcourt (i) | Roger Federer          | 5-7, 7-5, 7-65           | Details |
| 5.               | 28 februari 2005  | ATP Dubai         | Hardcourt     | Roger Federer          | 6-1, 6-76, 6-3           | Details |
| 6.               | 24 oktober 2005   | ATP Madrid        | Hardcourt (i) | Rafael Nadal           | 3-6, 2-6, 6-3, 6-4, 7-63 | Details |
| 7.               | 7 november 2005   | ATP Parijs        | Tapijt (i)    | Tomáš Berdych          | 6-3, 6-4, 3-6, 4-6, 6-4  | Details |
| 8.               | 3 april 2006      | ATP Miami         | Hardcourt     | Roger Federer          | 7-65, 7-64, 7-66         | Details |
| 9.               | 2 oktober 2006    | ATP Bangkok       | Hardcourt (i) | James Blake            | 6-3, 6-1                 | Details |
| 10.              | 5 februari 2007   | ATP Zagreb (1)    | Tapijt (i)    | Marcos Baghdatis       | 7-64, 4-6, 6-4           | Details |
| 11.              | 26 februari 2007  | ATP Rotterdam (2) | Hardcourt (i) | Michail Joezjny        | 6-2, 6-4                 | Details |
| 12.              | 1 maart 2008      | ATP Zagreb (2)    | Hardcourt (i) | Serhij Stachovsky      | 7-5, 6-4                 | Details |
| 13.              | 31 oktober 2010   | ATP Montpellier   | Hardcourt (i) | Gaël Monfils           | 6-2, 5-7, 6-1            | Details |
| 14.              | 25 september 2011 | ATP Metz          | Hardcourt (i) | Jo-Wilfried Tsonga     | 6-3, 6-74, 6-3           | Details |

## Prestatietabel
| Legenda | Legenda                          |
| ------- | -------------------------------- |
| g.t.    | geen toernooi gehouden           |
| l.c.    | lagere categorie                 |
| –       | niet deelgenomen                 |
| G       | uitgeschakeld in de groepsfase   |
| 1R      | uitgeschakeld in de eerste ronde |
| 2R      | uitgeschakeld in de tweede ronde |
| 3R      | uitgeschakeld in de derde ronde  |
| 4R      | uitgeschakeld in de vierde ronde |
| KF      | uitgeschakeld in de kwartfinale  |
| HF      | uitgeschakeld in de halve finale |
| F       | de finale verloren               |
| W       | het toernooi gewonnen            |
| w-v     | winst/verlies-balans             |

### Prestatietabel grand slam, enkelspel
| Toernooi        | 1999 | 2000 | 2001 | 2002 | 2003 | 2004 | 2005 | 2006 | 2007 | 2008 | 2009 | 2010 | 2011 | 2012 |
| --------------- | ---- | ---- | ---- | ---- | ---- | ---- | ---- | ---- | ---- | ---- | ---- | ---- | ---- | ---- |
| Australian Open | –    | 1R   | 1R   | 3R   | 1R   | 2R   | 2R   | KF   | 1R   | 1R   | 2R   | 3R   | 3R   | 1R   |
| Roland Garros   | –    | 1R   | 1R   | 1R   | 3R   | 2R   | 1R   | HF   | 3R   | 4R   | 1R   | 3R   | 4R   |      |
| Wimbledon       | –    | 1R   | 1R   | 2R   | 2R   | 1R   | 1R   | 3R   | 3R   | 1R   | –    | 1R   | 3R   |      |
| US Open         | 2R   | 1R   | 2R   | 2R   | 2R   | 1R   | 3R   | 1R   | 3R   | –    | 1R   | 1R   | 2R   |      |

### Prestatietabel grand slam, dubbelspel
| Toernooi        | 2001 | 2002 | 2003 | 2004 | 2005 | 2006 | 2007 | 2008 | 2009 | 2010 | 2011 | 2012 |
| --------------- | ---- | ---- | ---- | ---- | ---- | ---- | ---- | ---- | ---- | ---- | ---- | ---- |
| Australian Open | 2R   | –    | 1R   | –    | 1R   | –    | –    | 2R   | 2R   | KF   | 1R   | 1R   |
| Roland Garros   | –    | –    | –    | 3R   | –    | 3R   | 1R   | 1R   | –    | –    | 1R   |      |
| Wimbledon       | –    | –    | –    | –    | 1R   | 1R   | 1R   | –    | –    | –    | –    |      |
| US Open         | –    | –    | KF   | 1R   | 2R   | 1R   | 1R   | –    | KF   | –    | –    |      |